# Kadovar
Kadovar is een vulkanisch eiland in Papoea-Nieuw-Guinea. Het is drie vierkante kilometer groot en het hoogste punt is 359 meter. Op het eiland woonden 600 mensen.
De volgende zoogdieren komen er voor:
- Echymipera kalubu
- Petaurus breviceps
- Nyctimene major
- Hipposideros cervinus

Op 5 januari 2018 barstte de slapende vulkaan uit. 600 bewoners van het eiland werden geëvacueerd.